# Samjä
Samjä (tibetsky: བསམ་ཡས་) je tibetský buddhistický klášter postavený kolem roku 775 pod patronací tibetského krále Thisong Decäna. Podle tradice plány pro stavbu kláštera zhotovil indický učenec Šántarakšita a na stavbu dohlížel sám Padmasambhava, v Tibetu známý jako Guru Rinpočhe. Samjä je považován za nejstarší buddhistický klášter v Tibetu. Nachází se v centrálním Tibetu - Ü-Cang, nedaleko hlavního města Lhasy.
Klášter má ze vzduchu podobu mandaly, hlavní chrám stojící ve středu představuje horu Méru. Okolo stojí 8 svatyň představující 6 kontinentů, Slunce a Měsíc. V rozích stojí čtyři čhörteny ve čtyřech barvách - bílý, červený, černý (tmavě modrý) a zelený.
Osm chrámů:
- Dadžor ling བརྡ་སྦྱོར་གླིང་ (brda sbyor gling)
- Dragjar ling སྒྲ་བསྒྱར་གླིང་ (sgra bsgyar gling)
- Béca ling བེ་ཙ་གླིང་ (be tsa gling)
- Džampa ling བྱམས་པ་གླིང་ (byams pa gling)
- Samten ling བསམ་གཏན་གླིང་ (bsam gtan gling)
- Nac'ok ling སྣ་ཚོགས་གླིང་ (sna tshogs gling)
- Düdül ling བདུད་འདུལ་གླིང་ (bdud 'dul gling)
- Tamdrin ling རྟ་མགྲིན་གླིང་ (rta mgrin gling)

Samjä byl v průběhu staletí několikrát zdecimován, vždy byl obnoven. Jedno z největších poničení klášter zažil v době kulturní revoluce. V osmdesátých letech byl zrekonstruován a dnes slouží náboženským účelům i turistům.

Samjä
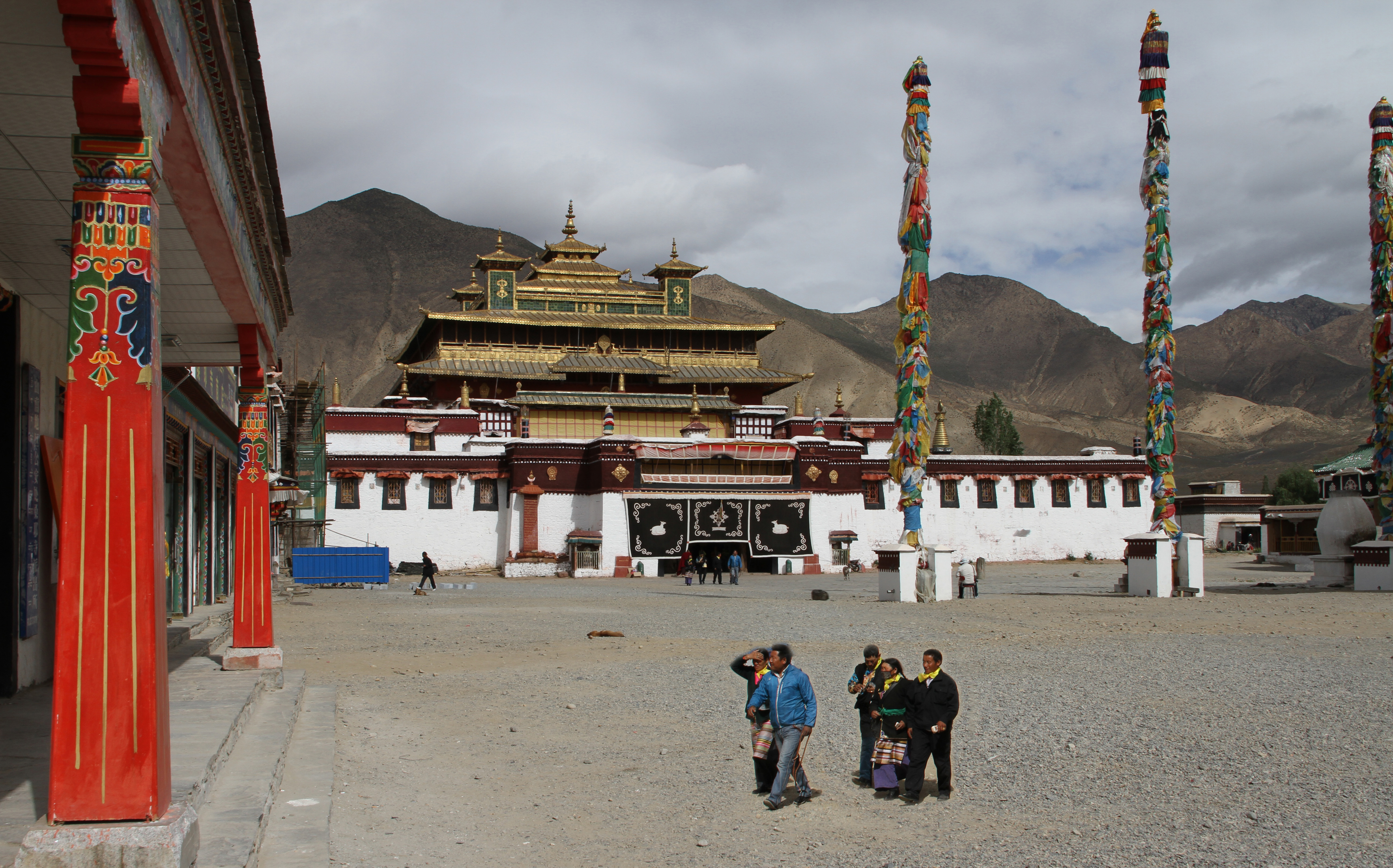
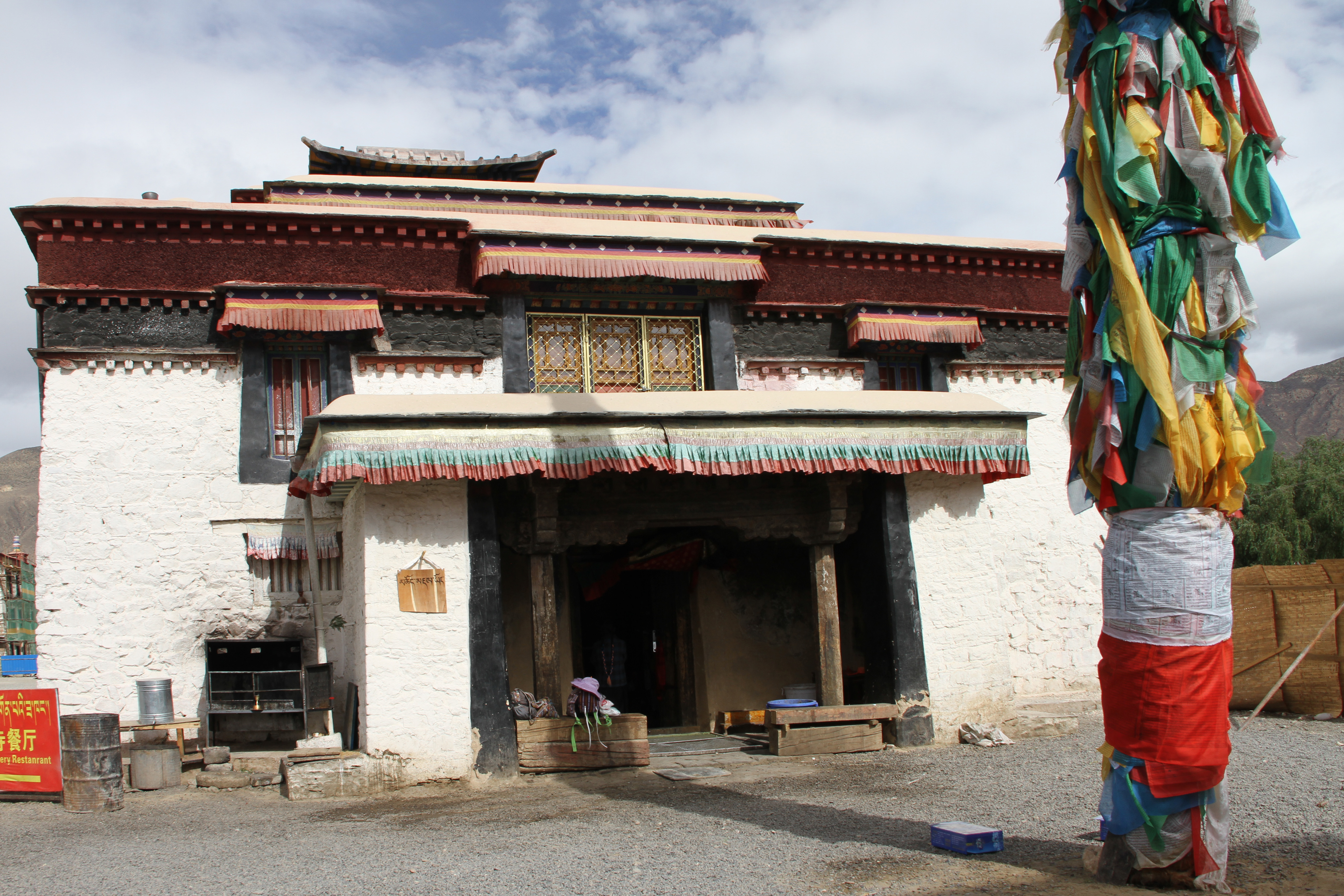
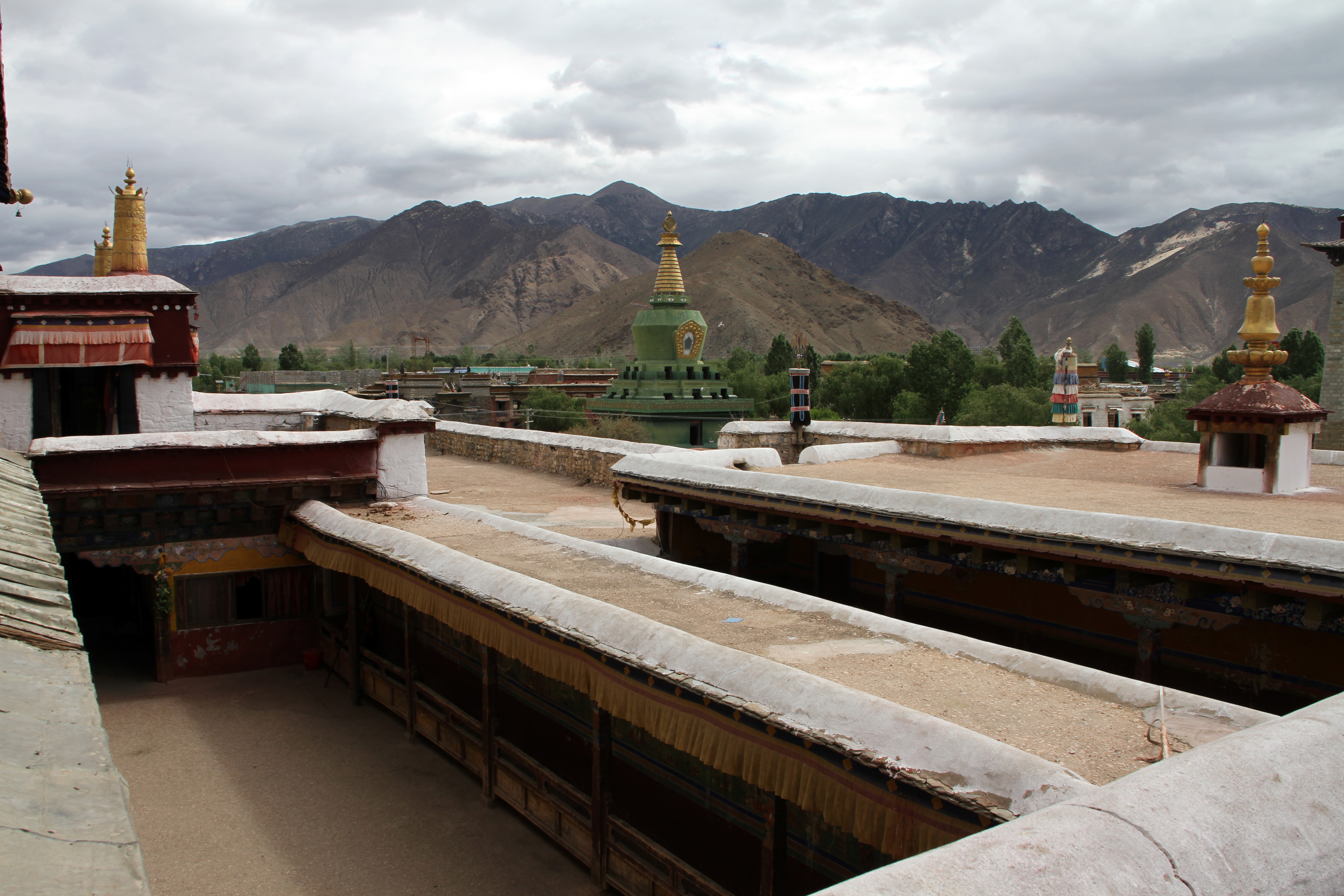
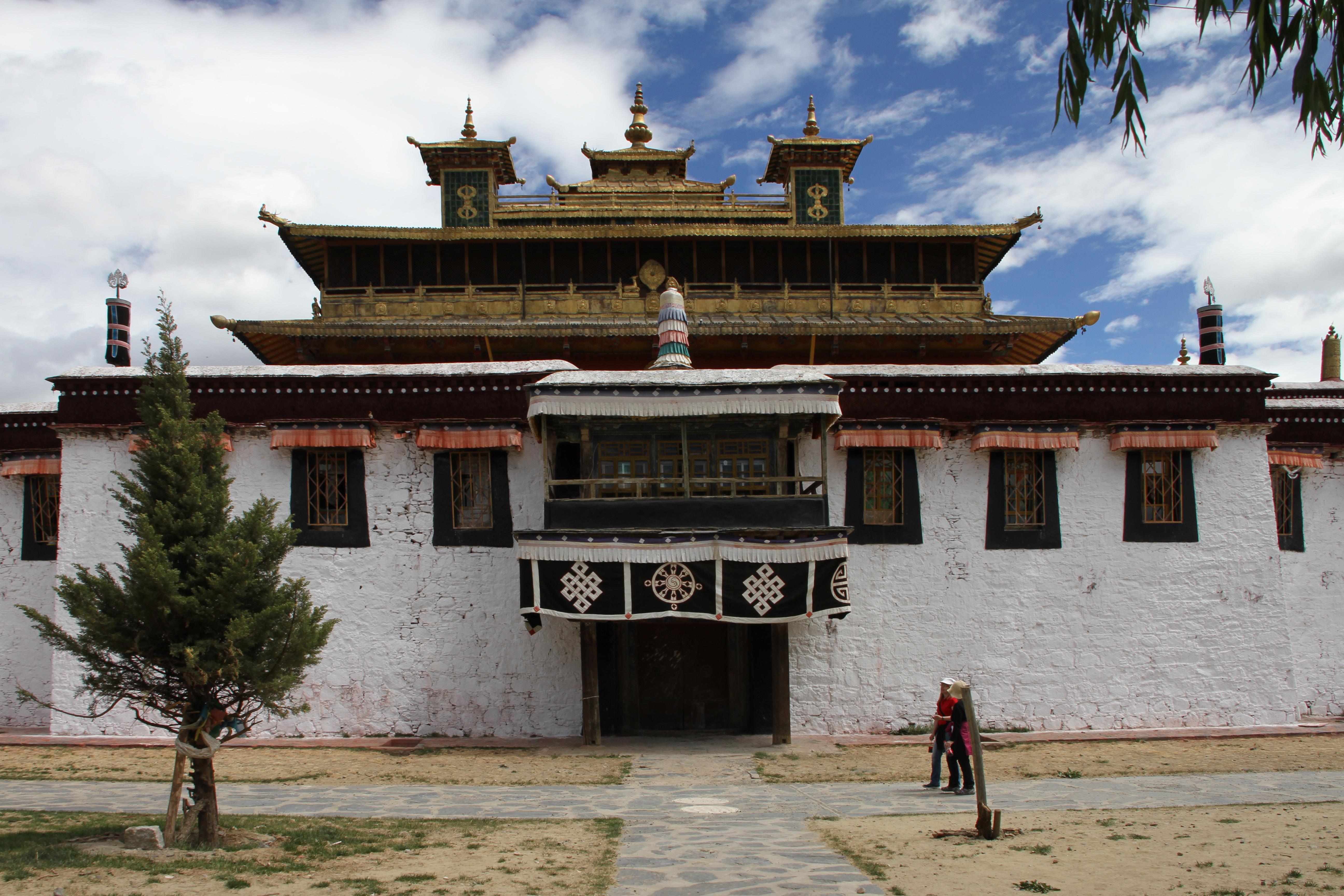
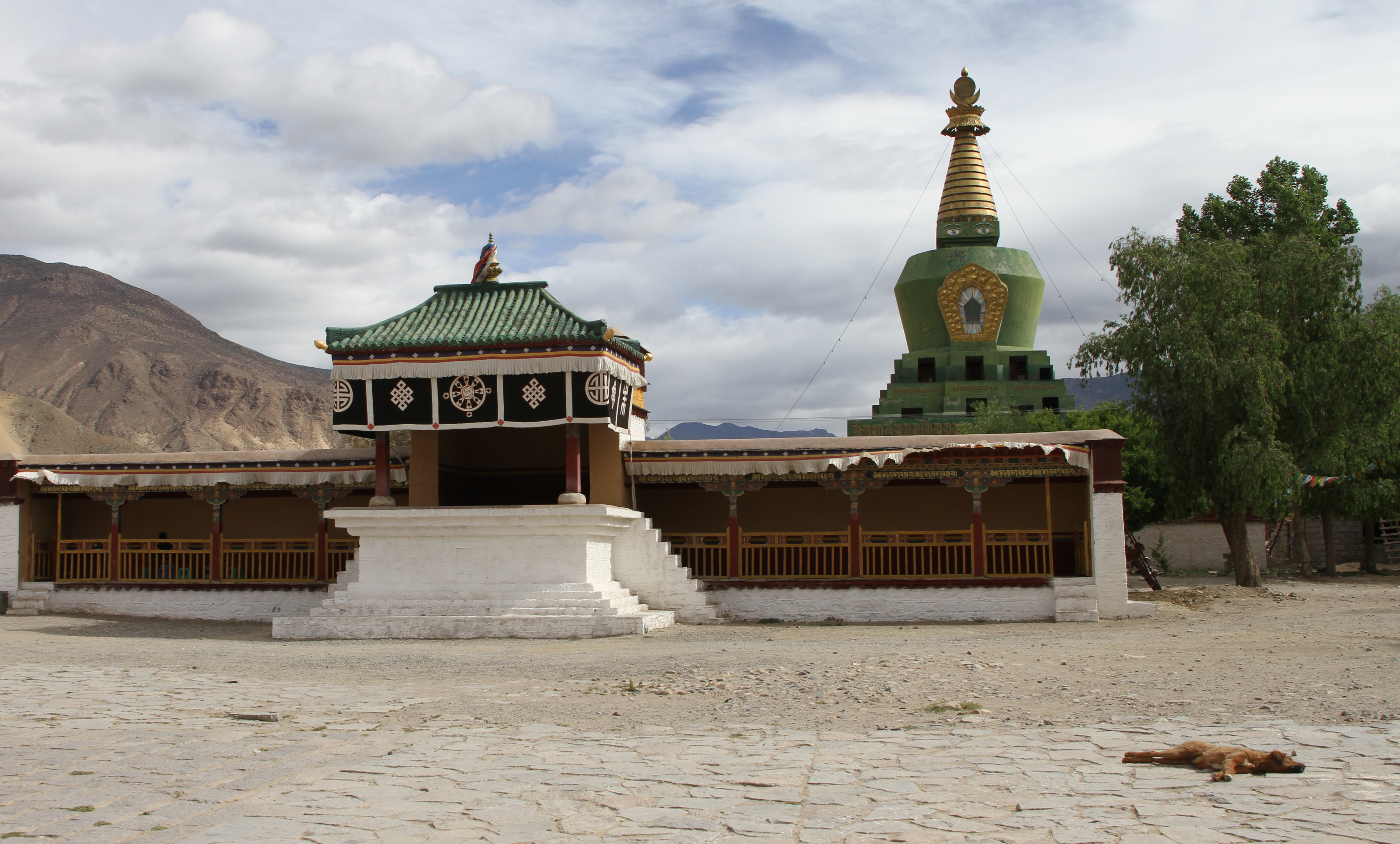
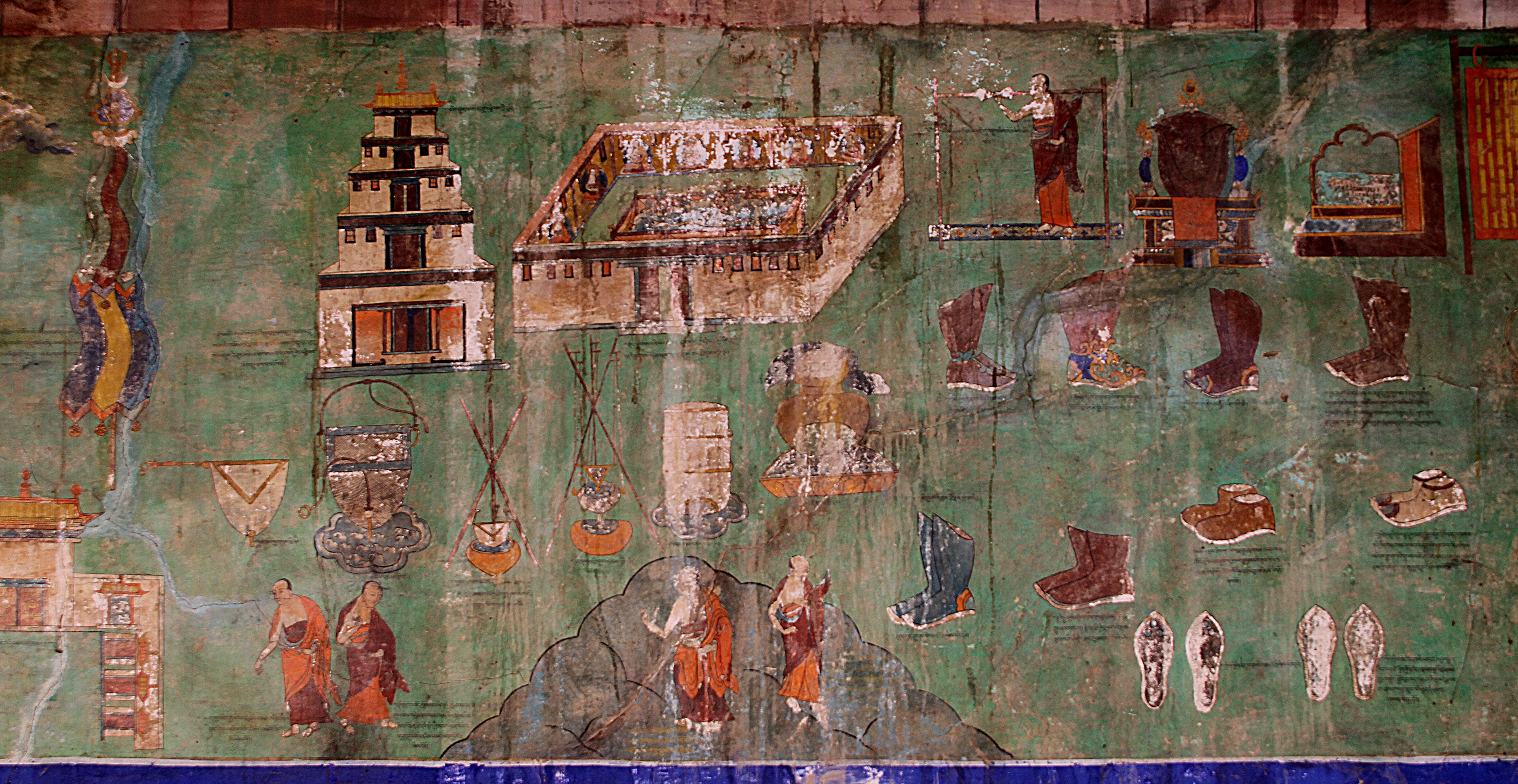
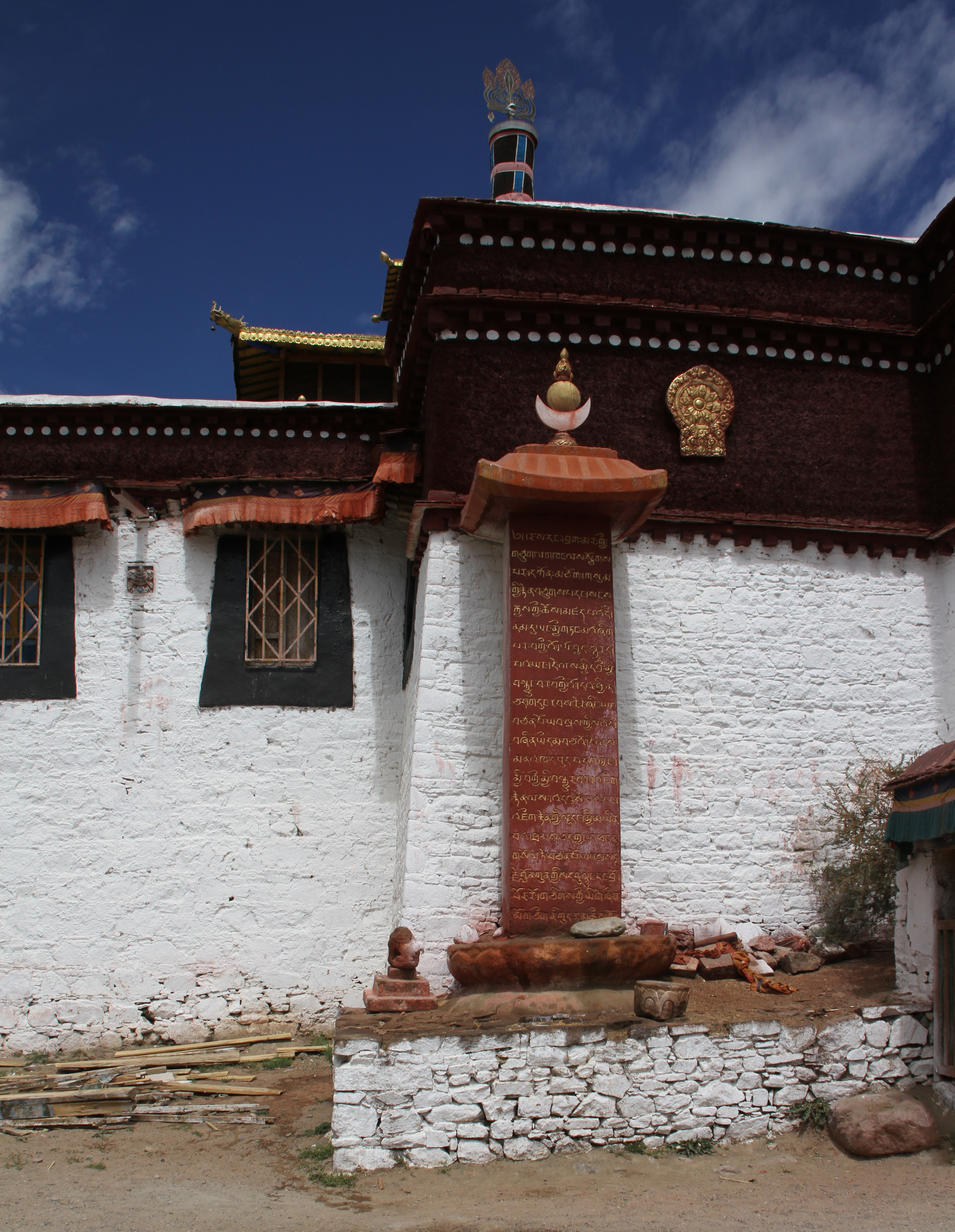